# Metzenhausen
Metzenhausen là một đô thị thuộc huyện Rhein-Hunsrück bang Rheinland-Pfalz, phía tây nước Đức. Đô thị Metzenhausen có diện tích 3,09 km², dân số thời điểm ngày 31 tháng 12 năm 2006 là 137 người.